# Jorge Antonio Ortiz
Jorge Antonio Ortiz Ortiz (Concepción, 1º giugno 1984) è un ex calciatore boliviano.

## Caratteristiche tecniche
Giocava come difensore laterale o come centrocampista esterno.

## Carriera

### Club
Ortiz esordì in massima serie nel 2003. Con la maglia del Blooming di Santa Cruz de la Sierra, alla sua prima stagione presenziò frequentemente, scendendo in campo in 31 gare e realizzando una rete. Nel corso delle successive quattro stagioni fu impiegato con costanza, da titolare: il massimo numero di gare lo raggiunse nel 2005 e 2006, con 38 presenze. Visse la sua miglior stagione a livello realizzativo nel 2004, allorché, a fronte di 32 incontri disputati, mise a segno 3 reti. Nel 2008 fu ceduto al Bolívar di La Paz: con tale nuova casacca assommò 21 presenze e debuttò in Copa Sudamericana. Nel 2009 passò ai rivali del Bolívar, il The Strongest. In due campionati mise insieme 40 presenze, e nel 2011 tornò al Blooming. Nel 2014 è passato all'Oriente Petrolero, nel 2016 si è trasferito al Jorge Wilstermann, dove ha giocato per cinque anni per approdare nel 2022 al
Real Santa Cruz.

### Nazionale
Con la selezione Under-20 ha disputato il Campionato sudamericano 2003, disputando quattro incontri. Nel 2007 venne incluso nella lista per la Copa América. Esordì nel torneo il 3 luglio contro il Perù, subentrando a Gualberto Mojica all'80º minuto.

## Palmarès

### Club

#### Competizioni nazionali
- Campionato boliviano: 1

Blooming: Apertura 2005